# Elbach (Leitzach)
Der Elbach ist ein ganzjähriges Fließgewässer im Mangfallgebirge.

## Name
Der Name leitet sich von ahd. *elh, elahho für 'Elch' ab.

## Geographie
Er entsteht an den nördlichen Ausläufern des Mangfallgebirges, östlich des Ortes Elbach. Bis zur Mündung in die Leitzach verläuft er weitgehend westwärts.

### Zuflüsse
Elbach von der Quelle zur Mündung. Auswahl.
- (Bach vom Katzenköpfle), linker Oberlauf
- (Bach von der Sternplatte), rechter Oberlauf
- Pfaffengraben, von rechts vom Schwarzenbergeck
- Eibelsgraben, von links vom Eibelskopf, 1,9 km und 1,6 km²
  - Hüttengraben, von rechts
- Irxengraben, von rechts, 1,5 km und 0,9 km²
  - Tuftgraben, von links
- Höllgraben, von rechts
- Dürnbach, von rechts, 1,7 km und 0,6 km²

## Galerie

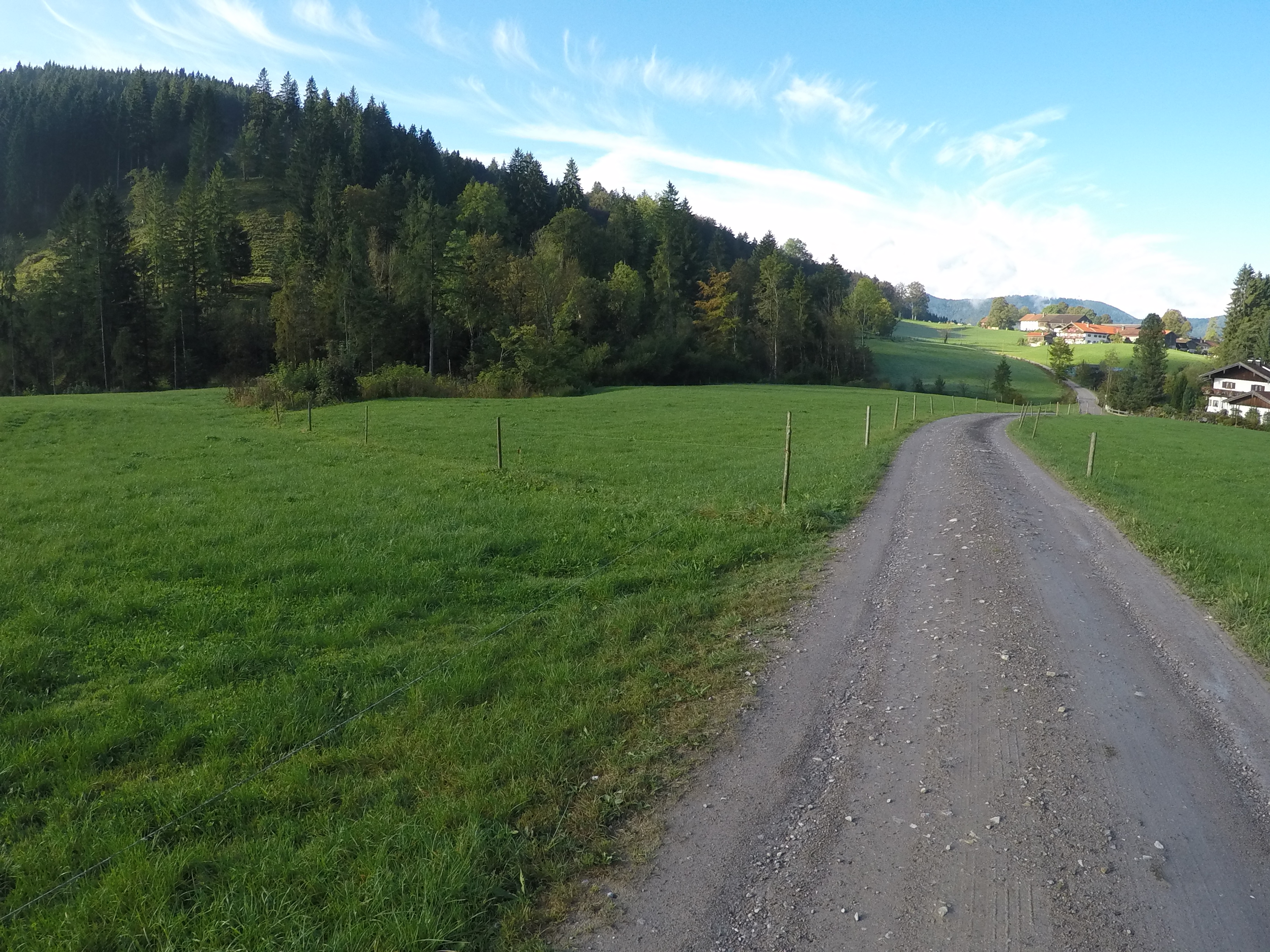
Umgebung des Elbachs beim Ort Elbach